# Wintzenbach
Wintzenbach (en alsacià Wínzebàch) és un municipi francès, situat a la regió del Gran Est, al departament del Baix Rin. L'any 1999 tenia 444 habitants.
Forma part del cantó de Wissembourg, del districte de Haguenau-Wissembourg i de la Comunitat de comunes de la Plana del Rin

## Demografia
| 1962 | 1968 | 1975 | 1982 | 1990 | 1999 |
| ---- | ---- | ---- | ---- | ---- | ---- |
| 371  | 387  | 460  | 434  | 513  | 568  |

## Administració
| Període | Identitat    | Partit |
| ------- | ------------ | ------ |
| 2008-   | Claude Weber |        |